# Mlah
Albums de Les Négresses vertes
Famille nombreuse

Mlah est le premier album des Négresses Vertes. Enregistré, mixé et réalisé par Sodi et Clive Martin, Il est sorti en 1988.

## Réception
L'album est inclus dans l'ouvrage Philippe Manœuvre présente : Rock français, de Johnny à BB Brunes, 123 albums essentiels.

## Liste des morceaux
Toutes les chansons sont écrites par Les Négresses vertes.
1. La valse
2. Zobi la mouche
3. C'est pas la mer à boire
4. Voilà l'été
5. Orane
6. La faim des haricots
7. Les yeux de ton père
8. Il
9. L'homme des marais
10. Les rablablas les roubliblis
11. Marcelle Ratafia
12. La danse des négresses vertes
13. Hey Maria
14. Le père Magloire